# Anaideia
Anaideia (em grego Ἀναίδεια), na mitologia grega, era a daemon que personificava a crueldade, o despudor, e o imperdoável. Acredita-se que seja uma das numerosas filhas de Nix ou de Éris. Ela era uma companheira de Hibris, o orgulho, e Coros, o desdém. Seu daemon oposto é Eleos, a compaixão, e Eusébia, a piedade. 